# Anna und die Liebe
Anna und die Liebe (littéralement « Anna et l'amour ») est un feuilleton télévisé allemand en 926 épisodes de 22 minutes diffusé entre le 25 août 2008 et le 13 avril 2012 sur la chaîne Sat.1.
Ce feuilleton est inédit dans les pays francophones.

## Distribution

### Acteurs principaux
| Acteur               | Rôle                               | Épisodes        | Informations |
| -------------------- | ---------------------------------- | --------------- | --- |
| Jeanette Biedermann  | Anna Broda, née Polauke            | 1-384 387, 564- | Fille de Susanne et Ingo Polauke, demi-sœur de Katja, belle-fille d'Armin, ex fiancée de Jannick, mariée à Jonas après un malentendu. Rédactrice chez Broda & Broda. Belle sœur de Jonas à la suite de son mariage avec Katja. Amoureuse éternelle de Jonas. Ex copine d'Alexander. Femme de Jonas. Patron de sa propre entreprise, Oktopus, montée avec Alexander. Reconstruite à Los Angeles avec Jonas sous le nom de Pineapple Love. |
| Roy Peter Link       | Jonas Broda †                      | 1-384, 553      | Fils de Natascha et Robert Broda. Frère de Gerrit, demi-frère de Alexander. Marié à Anna après un malentendu. Directeur de la branche créative chez Broda & Broda. Mariage éclair avec Katja à Las Vegas. Beau-frère d'Anna. Amoureux d'Anna. Annule son mariage religieux avec Katja, divorce de Katja. Mari d'Anna, devient le 2e patron de Pineapple Love avec Anna à Los Angeles. Assassiné dans un accident de voiture voulu. Devient fantôme, à la recherche de son médium pour trouver un nouvel amour à Anna avant de devoir partir définitivement. |
| Franziska Matthus    | Natascha Broda                     | 1               | Veuve de Robert, mère de Jonas et Gerrit, belle-mère d'Alexander. Chef du personnel et de la finance chez Broda & Broda. Essaye de mener l'agence à la ruine avec l'aide de son fils Gerrit. Ex-belle-mère de Katja. Belle-mère d'Anna. Fiancée de Richard. Enceinte de David, mais perdra l'enfant. |
| Heike Jonca (de)     | Susanne Polauke                    | 1               | Mère d'Anna et de Katja, ex-femme d'Armin, femme d'Ingo. Propriétaire et chef cuisinière du restaurant Goldelse. Belle-mère de Jonas. |
| Maja Maneiro (de)    | Paloma Greco                       | 1               | Ancienne serveuse au restaurant Goldelse. Meilleure amie d'Anna et Mia. Ex-copine de Maik, a eu une aventure avec Lars. Nièce de la voyante Consuela, tombe enceinte de Georg mais perdra l'enfant. Ex-propriétaire de serveuse du Coffee Shop, puis le vendra à Bruno Landford. Travaille comme hôtesse d'accueil chez Landford Luxury. |
| Sebastian König (de) | Maik Majewski                      | 1               | Ex-copain de Paloma, meilleur ami de Lars, ex-coursier de chez Broda & broda, manageur de Lily, ex-baby-sitter de Pia. Travaille chez Landford Luxury comme mannequin. Ami proche de Virgin. |
| Karin Kienzer (de)   | Steffi Hauschke                    | 1-294 326       | Mère de Lars, ex-réceptionniste chez Broda & Broda. Aide Paloma à la réception de Landford Luxury. Ex-copine d'Ingo, grand-mère de Pia, elle part quelques mois faire le tour du monde. |
| Jil Funke (de)       | Lily Rüssmann alias Nancy Lanford  | 14              | Ex-femme de Lars, amie de Nancy. Se fait passer au début pour Nancy Lanford, ex-copine de Rico. Danseuse. Fiancée de Jojo. |
| Wolfgang Wagner      | Ingo Polauke alias Ulrich Hartmann | 41-116 270      | Père d'Anna, mari de Susanne, ex-copain de Steffi. Travailla dans l'entreprise de Maike comme homme de ménage et surveillant. En fuite pendant 20 ans pour être recherché à tort par la police pour trafic de drogue. Revient voir sa fille mais se doit de quitter Berlin après avoir été dénoncé par Katja. Après avoir été innocenté, Armin étant le coupable, il retourne travailler au restaurant. Beau-père de Jonas. |
| Thorsten Grasshoff   | Alexander Zeiss                    | 192-566         | Fils illégitime de Robert †, demi-frère de Gerrit et Jonas, photographe, ancien champion d'escrime, a tué son meilleur ami lors un combat d'escrime. Ex-copain d'Anna. Est sorti avec Mia, mais se décidera pour Annett. Se marie finalement avec Mia. |
| Bernhard Bozian      | Jonathan „Jojo“ Maschke            | 274             | Frère de Mia, cousin d'Anna, neveu d'Ingo et de Susanne. Orphelin, parents tués dans un accident de voiture. Fiancé de Lily. Accusé d'avoir essayé de tuer Marcel Runge. |
| Josephine Schmidt    | Mia Zeiss, née Maschke             | 293-566         | Sœur de Jojo, cousine d'Anna, nièce d'Ingo et Susanne. Orpheline (parents tués dans un accident de voiture étant petite, elle s'occupera alors de Jojo, seule) et ancienne analphabète. Amoureuse d'Alexander, ex-petite amie de Lars, fiancée de Enrique, femme d'Alexander. |
| Lee Rychter          | David Darcy                        | 304             | Fils de Richard, frère d'Annett. Aura une courte affaire avec Natascha Broda. Avocat. |
| Jacob Weigert        | Enrique Vegaz alias Toni           | 433-566         | Client de l'agence Broda & Broda, ami d'enfance de Mia, autrefois appelé Toni, ex-fiancé de Mia. |
| Fiona Erdmann        | Jessica Kramer                     | 348             | Réceptionniste chez Broda & Broda, amie d'Annett. Mannequin chez Landford Luxury |
| Peter Windhofer      | Steve Welder                       | 561             | Meilleur ami de Jonas. Associé de Jonas et Anna chez Pineapple Love. Coupable de la mort de Jonas, de mèche avec Carla. |
| Sarah Mühlhause      | Carla Rhonstedt                    | 564             | Créatrice de mode chez Lanford. Petite amie de Tom Landford. |
| Chris Gebert         | Virgin                             | 566             | Assistant de Bruno Lanford, amoureux secrètement de Maik. |
| Till Butterbach      | Heinrich Georg Menz †              | 574             | Fantôme depuis des dizaines d'années. Aide Jonas à trouver son médium. |
| Klaus-Dieter Klebsch | Bruno Lanford                      | 576             | Père de Tom et Isabella, actionnaire de l'agence Lanford Luxury. Créateur de mode. Père de Paule. |
| Wanda Worch          | Paule                              | 588             | SDF, médium de Jonas. Sœur de Tom Landford |
| Lilli Hollunder      | Jasmin Al Sharif                   | 597             | Ami de Lily et Jojo. Sort avec Maik. |
| Patrick Kalupa       | Tom Lanford                        | 556             | Directeur de l'agence Lanford Luxury, fils de Bruno. Frère de Paule. A perdu sa femme à la suite d'un accident en mer. Sort avec Carla. Tombe amoureux de Anna. |

| Acteur             | Rôle                  | Épisodes         | Informations |
| ------------------ | --------------------- | ---------------- | --- |
| Mathieu Carrière   | Robert Broda †        | 1-156            | Ex-mari de Natascha, père de Gerrit, Jonas et Alexander, ex-copain de Maja, chef de la production chez Broda & Broda, habite en colocation avec Lars, Jannick et Maja. Tué par son fils Gerrit. |
| Mike Adler         | Jannick Juncker       | 1-178            | Photographe, meilleur ami et collègue de Jonas, ex fiancé d'Anna, ex-mari de Julia, père de Max. Retourne avec Julia et son fils. |
| Lars Löllmann      | Gerrit Broda †        | 1-320            | Fils de Natascha et de Robert, frère de Jonas, chef des finances et du personnel chez Broda & Broda, tue son père. Ex-beau-frère de Katja, amoureux de Katja. S'est fait passer pour mort. Enlève et séquestre Anna et Jonas après leur mariage. Décède à la suite d'une blessure. |
| Rainer Will        | Armin Müller          | 1-336 360-361    | Mari de Susanne, père de Katja, beau-père d'Anna, s'occupe du restaurant Goldelse, ex-beau-père de Jonas, quitte Berlin après s'être emparé de l'argent de l'assurance. |
| Karolina Lodyga    | Katja Polauke         | 1-361            | Fille de Susanne et d'Armin, demi-sœur d'Anna, ex-copine de Lars. Vole les idées d'Anna pour décrocher le poste de rédactrice chez Broda & Broda. S'est séparée de Jonas après qu'il s'est « marié » avec Anna. Mariage éclair à Jonas Las Vegas. Mannequin chez Broda & Broda. Dénonce Ingo à la police. Mariage religieux avec Jonas annulé, tombe enceinte de Gerrit, mais perdra l'enfant. Divorce de Jonas. Va en prison, et sera sortie grâce à la caution payée par Anna. Aide son père à monter son entreprise. Deviendra à la suite de l'incendie du Goldelse en fauteuil roulant. Trompe son monde et peu de nouveau marcher. S'en va en promettant un jour de revenir. |
| Alexander Klaws    | Lars Hauschke         | 2-427            | Propriétaire du Coffe Shop, meilleur ami de Maike, ex-copain de Katjia, ex-mari de Lily, père de Pia, fils de Steffi. Ex petit ami de Mia. Quitte Berlin avec Dörte. |
| Barbara Lanz       | Maja Roth             | 1-260 293-474    | Ex-copine de Robert, productrice chez Broda & Broda, enceinte de Lars, mère de Pia, ex-affaire de David. Quitte Berlin. |
| Marlene Thiele     | Pia Roth              | 182-474          | Fille de Lars et de Maja |
| Robert Jarczyk     | Richard Darcy †       | 260-278, 315-512 | Père d'Annett. Fiancé avec Natascha, propriétaire de l'agence Darcy & Doyle. Rachète les parts de Gerrit et devient ainsi copropriétaire de l'agence Broda & Broda. |
| Joana Schümer (de) | Brigitte Galifianakis | 397-495          | Sœur de Susanne. |
| Bo Hansen          | Julian Freund         | 413 - 564        | Ami de la famille Darcy, travaille à l'agence, ex-fiancé de Jessica, part à Los Angeles. |
| Tanja Wenzel       | Annett Darcy          | 100-119 260-563  | Fille du propriétaire de l'agence Darcy & Doyle, a une aventure avec Gerrit. Devient avec son père copropriétaire de l'agence Broda & Broda, ex-fiancée d'Alexander. Se passer pour morte. Subit une intervention chirurgicale. Sera dénoncée par David et emprisonnée. |

### Secondaires
| Acteur                 | Rôle                   | Épisodes              | Informations |
| ---------------------- | ---------------------- | --------------------- | --- |
|                        | Betty                  | 2                     | Domestique des Broda |
| Waléra Kanischtscheff  | Enver Reinhardt        | 488-                  | Vends une voiture à Mike puis le menace. |
| Anna Juliana Kletzmayr | Barbara „Barbi“ Milton | 476-488               | Amie de Julian. |
| Ingo Brosch            | Theodor Freund         | 467-473               | Père de Julian. |
| Annett Culp            | Dr Katharina Fellbach  | 437-456               | |
| Andreas Köss           | Jan Maria Kron         | 432-440               | Essaye de séduire Steffi, Susanne et Brigitte. |
| Laila Nielsen          | Dörte Hellwig          | 419-427               | Amie de Lars, spécialiste en informatique. |
| Milton Welsh           | Marcel Runge †         | 89-90 397-406         | Sauvé de la noyade par Jojo, étouffé par David. |
| Katy Karrenbauer       | Isabel Schmidt-Maier   | 393-407               | Cliente de l'agence |
| Susanne Schwab         | Beate Zeiss †          | 368-376               | Mère d'Alexander |
| Us Conradi             | Erna Wollschläger      | 353 484-492           | Témoin au procès de Jojo |
| Dana Geissler          | Samantha Doyle         | 345-346               | |
| Detlef Bierstedt       | Kimmo Kankunnen        | 344-353               | Client de l'agence. |
| Kiera Bahl             | Judith Kramer          | 342-343               | |
| Paul Schlase           | Journaliste Alber      | 339-340               | |
|                        | Dr Jacobs              | 332-337               | |
| Mathias Walch          | Dimitri Blochtin       | 241-249               | Champion du monde d'escrime, adversaire d'Alexander. |
|                        | Todde                  | 222-228               | Colocataire d'Anna à Hambourg |
| Daniel Enzweiler       | Dr. Lonnemann          | 217-241               | Gynécologue de Katja |
| Peter Günther          | Georg Sander           | 210-275               | Sommelier, sort avec Paloma avant de partir pour la Thaïlande. |
| Maike von Bremen       | Vanessa Marks          | 202-220               | Inspectrice de la société, sympathise avec Anna et tombe amoureuse d'elle. |
| Karolin Peiter         | Sina Ihmer             | 196-245               | Copine de Maik |
| Janina Flieger         | Julia Mann             | 171-180               | Mannequin, ex-femme de Jannick, mère de Max. |
| Miles Lawson           | Max Hermes             | 171-180               | Fils de Julia et Jannick |
| Hubertus Grimm         | Dr. Philipp Hahn       | 167-190               | Client de Broda & Broda, flirt avec Anna. De mèche avec Gerrit. |
| Eric Bouwer            | Pierre Ellis           | 180-185               | Partenaire de danse de Lily, se fait passer pour son copain pour rendre jaloux Lars, tombe amoureux de Maik. |
| Chantal Dorn           | Leonore König          | 168-181               | Critique gastronomique. |
| Nora Hütz              | Nancy Lanford          | 52-60 136-144 153-155 | Véritable Nancy Landford, fille de Richard, amie de Lily, revient à Berlin pendant la campagne publicitaire Chulo. |
| Silva Gonzales         | Manuel Diaz            | 108-120               | Acteur et chanteur international, donne des pilules (drogue), Pranodan, à Anna pour lutter contre sa timidité. |
| Lucia Stefanel         | Consuela Greco         | 99-113                | Voyante, tante de Paloma, dit l'avenir dans le café de Lars, maudit Lars et Maik. |
| Jannik Büddig          | Rico                   | 67-88                 | Ex copain de Lily à Francfort, vol les montres Landford chez Broda & Broda. |
| Dale Raley             | Richard Lanford        | 57-60 151-164         | Propriétaire de la compagnie américaine Lanford. |
| Ulrich Drewes          | Jaecki Schulz          | 35-81 272             | Détective privé, policier qui recherche Ingo, ami d'Armin, délivre un faux certificat de décès d'Ingo, simule un arrêt cardiaque et sa mort durant son transfert à l'hôpital. Réapparaît pour révéler à Ingo qu'Armin est derrière le trafic de drogue pour lequel il a été accusé. |
| Wanda Badwal           | Jana Stiegler          | 16-17                 | Mannequin pour la campagne « Silence pour Hommes ». |
| Helmut Rühl            | Herr Hagenberg         | 15-16                 | Propriétaire du Yacht pour le tournage de « Silence pour Hommes » |
|                        |                        | 15                    | Chef du Marketing de Lanford. |
| Anni Wendler           | Elke                   | 7-223 261-273         | Employée chez Broda & Broda, a eu une aventure avec Jonas. |
|                        | Nina Grazer            | 3 19-20               | Gastronome |
| Steven Merting         | Marc de Grot           | 3-18                  | Payé par Gerrit pour saboter le tournage de « Silence pour Hommes ». |

## Diffusion
| Allemagne | Anna und die Liebe | Sat.1    | 25 août 2008    |                  | du lundi au vendredi |
| Autriche  | Anna und die Liebe | ORF eins | 25 août 2008    |                  | du lundi au vendredi |
| Croatie   | Ana                | Doma TV  | 3 januvier 2011 | 23 décembre 2011 | du lundi au vendredi |
| Hongrie   | Szerelmes Anna     | TV2      | 2 janvier 2013  |                  | du lundi au vendredi |

## Commentaires
- À l'origine la série devait s'appeler In liebe Lena (Lena amoureuse). Cependant, il est de coutume en Allemagne de réduire le titre des séries à leurs initiales et dans le cas présent on aurait obtenu le mot ILL (qui signifie malade en anglais). De plus, le nom « Lena » était déjà protégé ; il aurait été possible de l'utiliser pour le nom d'un personnage mais en revanche, pas dans le titre de la série. Les producteurs ont donc décidé d'opter pour un autre prénom. Comme le nom de l'héroïne d'une série doit être facile à retenir, les noms à deux syllabes sans consonnes dures et qui se prononcent facilement sont en généralement privilégiés. C'est pour cette raison que le prénom d'Anna a été choisi.
- La série est produite depuis le 19 mai 2008 au parc des studios de Babelsberg à Potsdam.
- Le rôle principal d'Anna Polauke est interprété par la chanteuse allemande Jeanette Biedermann. Elle tiendra ce rôle jusqu'en mars 2010, projetant de faire une tournée dès avril 2010. Tournée, qui fut annulée, à la suite du diagnostic d'un cancer de son père, auprès duquel elle préfèrera rester. Jeanette Biedermann et Roy Peter Link réapparaissent en novembre 2010, reprenant leurs rôles principaux dans la série pour la 3e saison.
- À l’origine la série ne devait comporter que 252 épisodes mais fort de son succès, Sat.1 a décidé de la prolonger pour un nombre encore indéterminé d’épisodes.

## Générique
La chanson du générique, Gib mir Sonne (Donne-moi du soleil) est interprétée par le groupe allemand Rosenstolz.